# Микитюк Олександр
Олекса́ндр Микитю́к (нар. 20 вересня 1906, Заліщики — пом. 1 липня 1986, Бангор) — український композитор і диригент.

## Біографія
Народився 20 вересня 1906 року у містечку Заліщиках (тепер місто Тернопільської області, Україна). Закінчив Чернівецький університет, де здобув юридичну освіту. По класу скрипки, композиції і диригування навчався у Чернівецькій консерваторії, а також навчався у музичних закладах у чеському місті Пльзені. Займався адвокатською практикою.
Впродовж 1934–1940 років працював диригентом хору та симфонічого оркестру, директором музичної школи при музичному товаристві «Буковинський Кобзар». У 1940–1941 роках — головний диригент симфонічного оркестру Чернівецької філармонії.
Під час німецько-радянської війни працював у Києві. З 1949 року — у США, де очолював хор «Трембіта», впродовж 1952—1955 — хор «Думка» у Нью-Йорку, при якому створив симфонічний оркестр. Помер 1 липня 1986 року у місті Бангорі (штат Мен, США),

## Твори
Серед творів:
- симфонічна поема «Заграва»,
- рапсодія для фортепіано з оркестром,
- фортепіанні п'єси.